# Isaiah Washington
Isaiah Washington IV (ur. 3 sierpnia 1963 w Houston) – amerykański aktor, producent filmowy, scenarzysta i reżyser. Dwukrotny laureat NAACP Image Awards.

## Życiorys

### Wczesne lata
Urodził się i dorastał w Houston w stanie Teksas. W 1980 wraz z rodzicami przeniósł się do Missouri City. Jako chłopiec marzył o karierze piłkarza. Jednak w wieku kilkunastu lat skupił się na karierze wojskowej. W 1981, po ukończeniu szkoły średniej Willowridge High School w Houston, służył w Amerykańskich Siłach Powietrznych. Następnie studiował na wydziale teatralnym na Uniwersytecie Howarda.

### Kariera
W 1990 zadebiutował w roli nastoletniego narkomana Reeda w sztuce Pokolenia umarłych w otchłani Coney Island Madness w Long Wharf Theatre w New Haven w Connecticut. W 1991 wystąpił na Off-Broadwayu jako Foos w spektaklu Distant Fires. W 1992 grał rolę Henry’ego w przedstawieniu Thorntona Wildera O mały włos w Goodman Theatre w Chicago.
Po raz pierwszy wystąpił na kinowym ekranie w roli Hustlera w komedii romantycznej Kevina Hooksa Nic osobistego (Stricty Business, 1991) z Halle Berry. Rozpoznawalność wśród telewidzów przyniosła mu rola utalentowanego torakochirurga Prestona Burke’a w serialu medycznym ABC Chirurdzy (2005–2007, 2014), za którą w 2006 i 2007 otrzymał nagrodę NAACP Image Awards za najlepszą męską rolę w serialu dramatycznym. Washington grał w Chirurgach jedną z istotniejszych ról, a na ekranie był związany z Sandrą Oh, która grała stażystkę doktor Cristinę Yang. Początkowo miał grać rolę doktora Dereka Shepherda, która ostatecznie przypadła w udziale Patrickowi Dempseyowi. W 2014 dołączył do obsady serialu The 100, gdzie wcielił się w postać kanclerza Jaha.

### Małżeństwo i rodzina
Aktor poślubił Jenisę Marię 14 lutego 1999 roku. Para ma trójkę dzieci. W kwietniu 2006 roku, wraz z organizacją Narcolepsy Network, włączył się w swoją pierwszą ogólnokrajową kampanię uświadamiającą dotyczącą narkolepsji. Sam Washington nie cierpi z powodu zaburzeń snu.
Washingtonowi udało się odnaleźć ślady swojego pochodzenia od strony matki w Sierra Leone z ludu Mende. W grudniu 2006 odwiedził kraj swoich przodków i otrzymał ciepłe powitanie od mieszkańców.

### Działalność charytatywna
Fundacja założona przez Isaiaha Washingtona, The Gondobay Manga Foundation, skupia się na poprawianiu jakości życia mieszkańców Sierra Leone. Ponadto Isaiah współpracuje z organizacją Coalhouse Productions, która zdobywa jedzenie dla ubogich w Los Angeles.

## Kontrowersje
W trzecim sezonie serialu, Washington stał się tematem szeroko komentowanego skandalu. W październiku 2006 reporterzy poinformowali, że Washington wdał się w kłótnię z Patrickiem Dempseyem na planie serialu Chirurdzy, w czasie której padły obraźliwe słowa dotyczące aktora T.R. Knighta. Krótko po ogłoszeniu szczegółów bójki, T.R. Knight publicznie przyznał, że jest gejem. Problem wyglądał na rozwiązany, gdy Washington przeprosił za „niefortunne użycie słów podczas ostatniego wydarzenia na planie”.
Kontrowersje pojawiły się ponownie, gdy ekipa serialu pojawiła się w czasie ceremonii rozdania Złotych Globów w styczniu 2007. Podczas wywiadu na czerwonym dywanie poprzedzającym rozdanie nagród, Washington zażartował: „Kocham gejów. Chciałbym być gejem. Pozwólcie mi być gejem”. Po zdobyciu nagrody dla najlepszego serialu dramatycznego Washington, w odpowiedzi na pytania dziennikarzy dotyczących zakulisowych konfliktów odpowiedział, że nigdy nie nazwał Knighta „pedałem”. Jednak w czasie wywiadu z Ellen DeGeneres podczas programu The Ellen DeGeneres Show, Knight przyznał, że Washington użył powyższego epitetu. Po narastającej fali presji ze strony środowiska gejowskiego i swoich szefów przeprosił za swoje zachowanie. 7 czerwca 2007 ABC ogłosiło, że nie przedłuży kontraktu z Washingtonem, i zostanie wyrzucony z serialu. „Jestem cholernie zły i nie zamierzam się tym więcej przejmować” – oświadczył aktor, pożyczając słynną kwestię Howarda Beale z filmu Sieć. W innym artykule przyznał, że planuje spędzić wakacje pomagając w Sierra Leone, pracując nad niezależnym filmem i nie zamierza martwić się serialem. W kolejnym wywiadzie powiedział, że zwolnili nie tego człowieka, którego powinni (odnosząc się do T.R. Knighta) i że rozważał wniesienie pozwu sądowego. Oskarżył Knighta o używanie kontrowersji by wesprzeć swoją karierę i swoje dochody z gry w serialu Chirurdzy.
Pod koniec czerwca 2007 zasugerował, że powody jego zwolnienia z serialu mogły mieć podłoże rasistowskie. 2 lipca 2007 pojawił się w programie Larry King Live w CNN by zaprezentować swoją wersję sporu. Stwierdził, że nigdy nie użył słowa zaczynającego się na f (z ang. faggot – pedał, pederasta) w odniesieniu do T.R. Knighta, ale raczej w nieokreślonym kontekście w czasie kłótni z Dempseyem, który – jak uważa – traktował go obraźliwie.

## Kontrakt z NBC
W lipcu 2007 NBC zdecydowało zatrudnić Isaiaha Washingtona, mimo związanych z nim kontrowersji, w formie gościnnego występu w nowym serialu Bionic Woman. Ben Silverman (jeden z prezesów NBC) określił Washingtona „cudownym aktorem”. Sam aktor stwierdził, że jego zwolnienie z Chirurgów było nieszczęśliwym nieporozumieniem, które by chciał zmienić w czasie.

## Filmografia

### Filmy
- 1991: The Color of Love
- 1991: Land Where My Fathers Died (film krótkometrażowy) jako Malcolm
- 1991: Nic osobistego (Strictly Business) jako Hustler
- 1993: Handlarze (Strapped, TV) jako Willie
- 1994: Alma’s Rainbow jako Miles
- 1994: Crooklyn jako Vic
- 1995: Ślepy zaułek (Clockers, TV) jako Victor Dunham
- 1995: Stonewall jako umundurowany policjant
- 1995: Prezydencki szmal (Dead Presidents) jako Andrew Curtis
- 1996: Pan i pani Loving (Mr. and Mrs. Loving, TV) jako Blue
- 1996: Dziewczyna nr 6 (Girl 6) jako złodziej sklepowy
- 1996: Soul of the Game (TV) jako Willie Mays
- 1996: Autobus (Get on the Bus) jako Kyle
- 1997: Joe Torre: Curveballs Along the Way (TV) jako Dwight Gooden
- 1997: Miłość od trzeciego spojrzenia (Love Jones) jako Savon Garrison
- 1998: Mixing Nia jako Lewis
- 1998: Senator Bulworth (Bulworth) jako Darnell
- 1998: Zawsze na dnie (Always Outnumbered, TV) jako Wilfred
- 1998: Rituals (film krótkometrażowy) jako Wendal
- 1998: Co z oczu, to z serca (Out of Sight) jako Kenneth Miller
- 1999: Pogrzeb w Teksasie (A Texas Funeral) jako Walter
- 1999: Prawdziwa zbrodnia (True Crime) jako Frank Louis Beechum
- 2000: Veil jako Bentley
- 2000: Czarna komedia (Dancing in September) jako George Washington
- 2000: Kin jako Stone
- 2000: Tara jako Max
- 2000: Romeo musi umrzeć (Romeo Must Die) jako Mac
- 2001: Sacred Is the Flesh jako Roland
- 2001: Mroczna dzielnica (Exit Wounds) jako George Clark
- 2002: Welcome to Collinwood jako Leon
- 2002: Statek widmo (Ghost Ship) jako Greer
- 2003: Życie kobiety niemoralnej (This Girl'’s Life) jako Shane
- 2003: Wydział zabójstw, Hollywood (Hollywood Homicide) jako Antoine Sartain
- 2004: Dzikie żądze 2 (Wild Things 2) jako Terence Bridge
- 2004: Martwe ptaki (Dead Birds) jako Todd
- 2004: Trois: The Escort jako Bernard „Benny” Grier
- 2005: Amatorski projekt (The Moguls) jako Homer

### Seriale
- 1991: Prawo i porządek jako Derek Hardy
- 1995: Nowojorscy gliniarze jako Antonio Boston
- 1996: Oblicza Nowego Jorku jako Andre Morgan
- 1998: Ally McBeal jako Michael Rivers
- 2001: Dotyk anioła (Touched by an Angel) jako wielebny Austin Davis
- 2001: Wszystkie moje dzieci jako policjant
- 2005–2007, 2014: Chirurdzy (Grey’s Anatomy) jako dr Preston Burke
- 2007: Bionic Woman: Agentka przyszłości jako Antonio Pope
- 2008: Detoks jako Keith Bowen
- 2011: Prawo i porządek: Los Angeles jako Roland Davidson
- 2014–2018: The 100 jako Thelonious Jaha
- 2017: Zaprzysiężeni jako szef Travis Jackson
- 2017: Bull jako Jules Caffrey